# Iar ca sentiment, un cristal
Iar ca sentiment, un cristal este un film românesc din 1986 regizat de Ovidiu Bose Paștina. Rolurile principale au fost interpretate de actorii Ivan Pațaichin.

## Distribuție
Distribuția filmului este alcătuită din:
- Ivan Pațaichin